# Gonzalagunia haitiensis
Gonzalagunia haitiensis là một loài thực vật có hoa trong họ Thiến thảo. Loài này được Urb. & Ekman mô tả khoa học đầu tiên năm 1927.